# Уюцька культура

Уюцька культура на мапі

Уюцька культура — сакська археологічна культура епохи бронзи та заліза (IX -III століття до Р. Х., названо за місцем перших наукових розкопок курганів на річці Уюк Пій-Хемського району Тиви
,
виконаних у 1916 році О. В. Адріановим та в 1920-х роках С. О Теплоуховим. 
Культура виділена та описана Л. Р. Кизласовим.
Цей період скіфської культури охоплює період з 8 століття до Р. Х. до 2 століття до Р. Х. 

Послідовні фази Уюцької культури:
- Аржанська культура (IX-VIII ст. до Р. Х.)
- Алди-Бельська культура (VII-VI ст. до Р. Х.)
- Культура Сагли-Бажи[en] (V—III ст. до Р. Х.)[1]

Ці скіфські культури зрештою були замінені імперією Хунну, а пізніше Кокельською культурою. 

Близькими сакськими культурами були тагарська культура Мінусінської улоговини та Пазирицька культура в горах Алтаю. 

На сході була протомонгольська культура плитових могил.

## Розповсюдження
До ареалу уюцької культури, крім Турано-Уюцької улоговини в Тиві, входять Східний Алтай та Північно-Західна Монголія. 
Фінал Уюкцької культури пов'язаний з експансією протохунну з Центральної Азії на північ.

## Поховання
Основна інформація про культуру Тиви цього часу пов'язана із матеріалом поховань. 
Поховані лежать на боці під курганами в дерев'яних зрубах, або в кам'яних ящиках, або в простих ямах. 
Найяскравіші пам'ятки уюцької культури — масові поховання людей та коней у курганах Аржан -1 

та Аржан-2 у долині річки Уюк у відрогах Західного Саяна. 
Близька до улангомської культури.

## Палеогенетика
У представників уюцької культури визначено мітохондріальні гаплогрупи T1a1, T2b34, H91, U2e1h, U4a1, F1b1f, D4g1b, N9a9, A8a та Y-хромосомні гаплогрупи R1a1a1b (R-Z645), R1a2 ), Q1a2a (Q-L213 ;Q-L53), Q1a2a1c1 (Q-L332; Q-L329) 
.